# Rhithrogena insularis
Rhithrogena insularis is een haft uit de familie Heptageniidae. De wetenschappelijke naam van de soort is voor het eerst geldig gepubliceerd in 1913 door Esben-Petersen.
De soort komt voor in het Palearctisch gebied.